# Brisley
Brisley is een civil parish in het bestuurlijke gebied Breckland, in het Engelse graafschap Norfolk met 281 inwoners.